# Německá škola v Praze
Německá škola v Praze (německy Deutsche Schule Prag, úplný název Německá škola v Praze s.r.o. - zahraniční škola, základní škola a gymnázium) je campus s mateřskou školou, českou a německou základní školou a českým a německým gymnáziem v Praze 5-Jinonicích.

## Historie

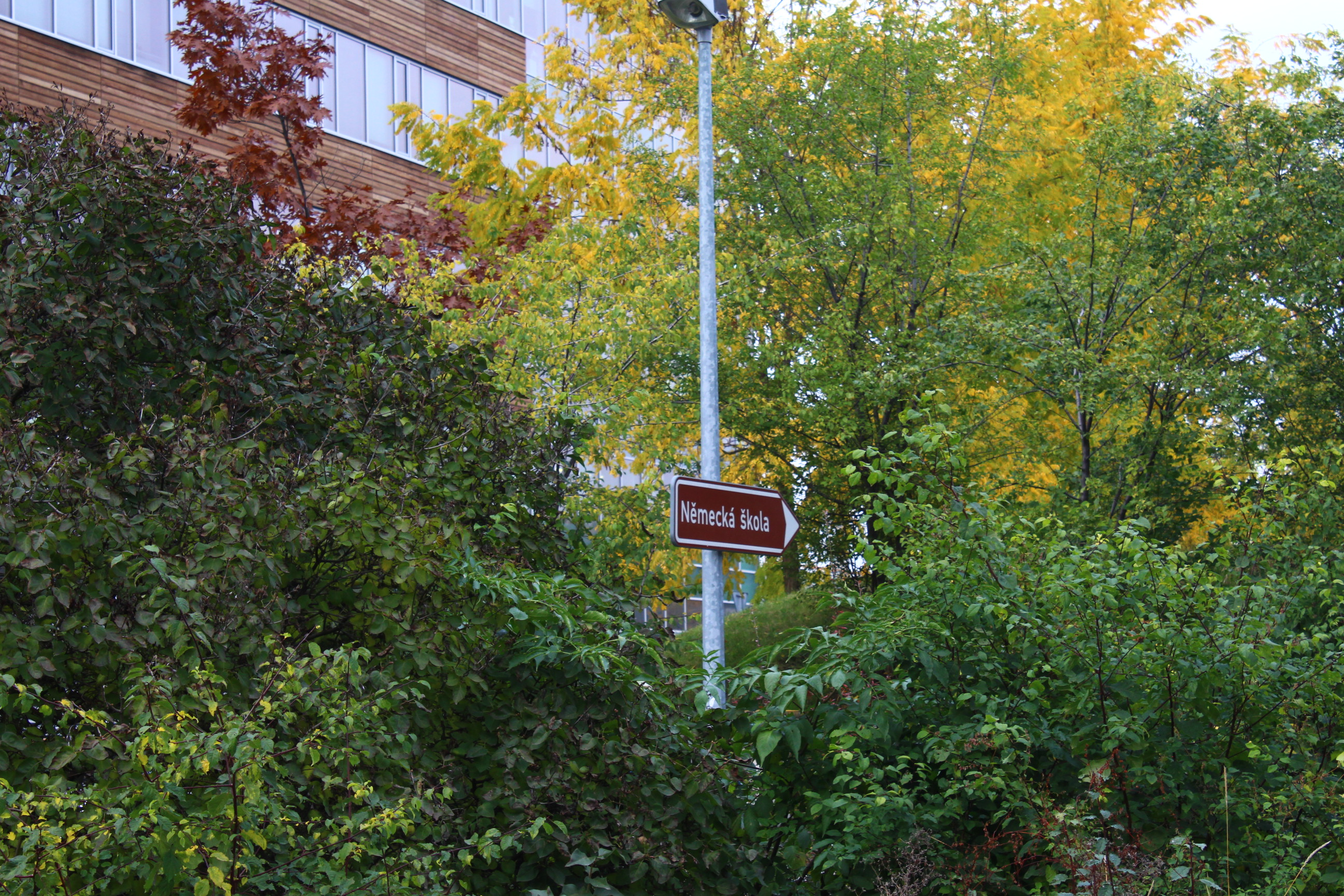
Ukazatel

Škola byla založena roku 1989 jako zahraniční škola Německou demokratickou republikou[zdroj?]. Jako oficiální datum založení se uvádí 4. říjen 1990, kdy začal provoz v porevoluční podobě. Po sjednocení země je podporována Českem a Německem. Jde o soukromou školu, jejímž zřizovatelem je Občanské sdružení pro založení a podporu Německé školy v Praze. Od roku 2001 je Školou česko-německého setkávání.

## Organizace
Ředitelkou školy je současně Meri-Hanna Budde-Mäkinen, škola má českou a německou sekci, přičemž je Lenka Rose koordinátorkou českého programu. Škola se dělí na mateřskou školu, základní školu a gymnázium a je tzv. školu setkávání. Škola sídlí na adrese Schwarzenberská 700/1, 158 00 Praha 5 – Jinonice. V současnosti má 485 žáků a studentů.
Vyučovacím jazykem je němčina a čeština, důraz je kladen na německou kulturu a německé dějiny, přičemž škola se snaží poskytovat žákům a studentům skutečný obraz současného Německa. Výuka je doplňována tématy z českých dějin, české kultury a výukou češtiny.